# ادوین لاتی‌ینز
سِر اِدوین لَندسیر لاتی‌یِنز ⟨۹مارس۱۸۶۹ـ‍ ۱ژانویهٔ ۱۹۴۴⟩ معمار انگلیسی است که به دلیل تطبیق خلاقانهٔ سبک‌های معماری سنتی با نیازهای دوران مدرن، مشهور بود. او بسیاری از خانه‌های روستایی انگلیسی، یادبودهای جنگ و ساختمانهای عمومی را طراحی کرد. نویسندهٔ زندگینامه‌اش، کریستُفر هاسی در زندگینامه‌اش نوشته‌است: «او در زمان زندگی‌اش (لاتی‌ینس) به عنوان بزرگترین معمار ما از زمان رن شناخته می‌شد و اگر هم نه، بسیاری به برتری او باور داشتند.» گاوین استَمپ، مورخ معماری، وی را «بی‌شک بزرگترین معمار انگلیسی در قرن بیستم (یا هر قرن دیگر)» توصیف کرد. 